# Ли, Роберт Нельсон
Роберт Нельсон Ли (англ. Robert Nelson Lee; 12 мая 1890, Бьютт, Монтана — 18 сентября 1964, Голливуд, Калифорния) — американский сценарист.

## Биография
Родился в городе Бьютт, штат Монтана. Написал сценарии для 31 фильма между 1922 и 1945 годом. В 1931 году вместе с Фрэнсисом Эдвардом Фараго был номинирован на премию «Оскар» за лучший адаптированный сценарий для первого звукового гангстерского фильма «Маленький Цезарь», поставленный Мервином Лероем по одноимённому роману У. Р. Бёрнетта. Был женат на Бетти Торпен. Умер в Голливуде, штат Калифорния, от сердечного приступа.
Его младший брат — кинорежиссёр Роулэнд В. Ли.

## Избранная фильмография
- 1923 — Камео Кирби / Cameo Kirby
- 1924 — В любви с любовью / In Love with Love
- 1926 — Серебряное сокровище / The Silver Treasure
- 1927 — Грубые наездники / The Rough Riders
- 1927 — Подполье / Underworld
- 1939 — Шарлатан / The Charlatan
- 1930 — Маленький Цезарь / Little Caesar
- 1932 — 70 000 свидетелей / 70,000 Witnesses
- 1933 — Из штаб-квартиры / From Headquarters
- 1933 — Дело об убийстве в питомнике / The Kennel Murder Case
- 1934 — Туман над Фриско / Fog Over Frisco
- 1937 — Джерико / Jericho
- 1939 — Башня смерти / Tower of London
- 1945 — Капитан Кидд / Captain Kidd